# Georg Wilhelm Böhmer

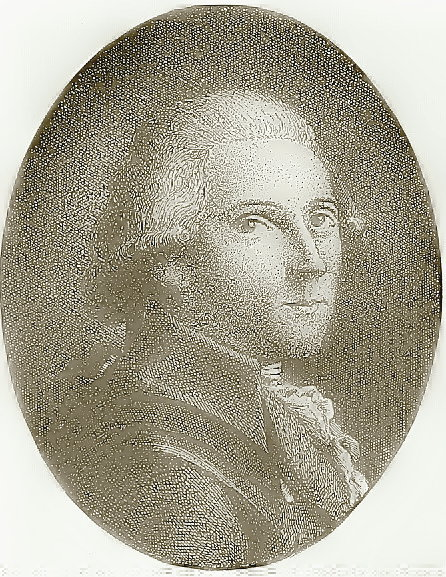
Johann Georg Wilhelm Böhmer

Johann Georg Wilhelm Böhmer (* 7. Februar 1761 in Göttingen; † 12. Januar 1839 ebenda) war ein deutscher Theologe und Kirchenrechtsgelehrter, Mainzer Jakobiner und Mitbegründer der Mainzer Republik, später Friedensrichter und Strafrechtler im Königreich Westphalen sowie Privatdozent an der Universität Göttingen.

## Herkunft
Georg Wilhelm Böhmer gehörte zu der Juristenfamilie Böhmer/von Boehmer, die im 18. und 19. Jahrhundert zu den sogenannten Hübschen Familien in Kurhannover und im frühen Königreich Hannover gehörte. Er war ein Sohn von Georg Ludwig Böhmer und Henriette Elisabeth Philippine Mejer (1734–1796) sowie Enkel von Justus Henning Böhmer und Bruder des Göttinger Juraprofessors Johann Friedrich Eberhard Böhmer.

## Anfangsjahre
Böhmer studierte ab 1779 an der Universität Göttingen Theologie und belegte darüber hinaus Seminare in den Rechtswissenschaften und hörte Vorlesungen bei Georg Christoph Lichtenberg. Nach seinem Abschluss wurde er im Jahre 1785 an der philosophischen Fakultät dieser Universität Privatdozent für Kirchenrecht und Kirchengeschichte. Eine Habilitation war damals für die Erteilung der Lehrbefugnis nicht nötig. Außerdem wurde er Assessor des historischen Instituts. Zwei Jahre später brachte er eine neue Zeitschrift, das Magazin für das Kirchenrecht, die Kirchen- und Gelehrtengeschichte, heraus. Am 17. September 1787 wurde er zum Dr. phil. ernannt. Doch Böhmer, dem die Reformen seines Vaters Georg Ludwig Böhmer nicht weit und schnell genug vorangingen, provozierte seine Vorgesetzten mit, wie man ihm vorwarf, calvinistischem Gedankengut, „maßloser und intensiver Freigeisterei“ sowie aufbrausendem Gebaren. Damit geriet er in Konflikt zu seinem Landesherrn, dem britischen König und deutschen Kurfürsten Georg III. Obwohl er Unterstützung für einige seiner Thesen vor allem durch Johann Salomo Semler bekam, musste der Aufklärer die Universität verlassen.

## Deutscher Jakobiner unter französischer Besatzungsherrschaft in Mainz 1792/93

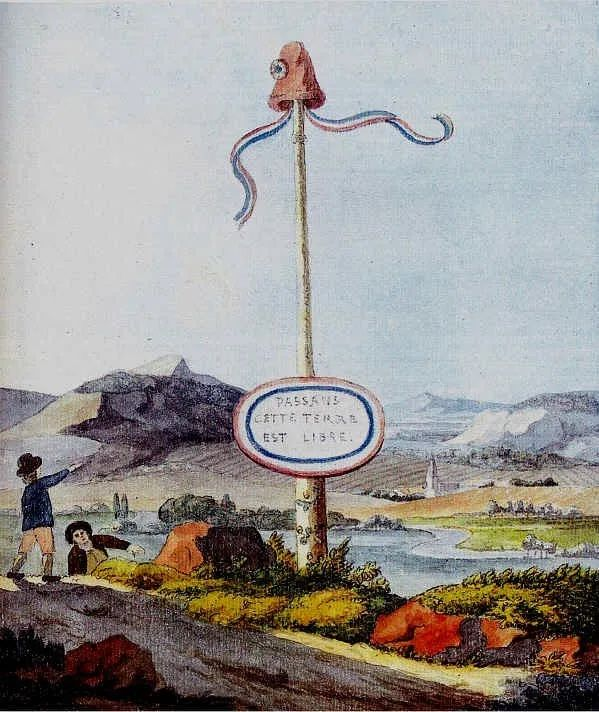
FreiheitsbaumAquarell von Johann Wolfgang von Goethe, 1793

1788 wechselte Böhmer als Lehrer und Konrektor an das Lutherische Gymnasium in Worms; die Stadt verlieh ihm wie seinem Vorgänger die Amtsbezeichnung „Professor“. Auch dort geriet er nach kurzer Zeit wegen seiner aufklärerischen Äußerungen in Konflikt mit der überwiegend aus Lutheranern bestehenden Bürgerschaft. Böhmer selbst war reformierter Protestant und hatte im Sinne seines theologischen Vorbildes Karl Friedrich Bahrdt versucht, im lutherischen Gymnasium die Ideen der Aufklärung zu verbreiten, indem er Schüler zu Toleranz und selbständigem Denken auf der Grundlage der Vernunft erzog. Der Konflikt mit Bürgerschaft und Geistlichkeit gipfelte im Mai 1789 darin, dass die Zunft/Bürgerschaft bei Kaiser Joseph II. in Wien eine Klageschrift gegen Böhmer einreichte, in der sie ihm „freigeisterische Gesinnungen, unverdaute Aufklärungsgrillen und höhnische Verachtung allen Glaubens“ vorwarf. 
Angesichts seiner aufklärerischen Haltung ist es nicht verwunderlich, dass Böhmer mit großem Interesse und Sympathie die revolutionäre Bewegung in Frankreich verfolgte und die mit der Erstürmung der Bastille am 14. Juli 1789 beginnende Französische Revolution begrüßte. Als 1792 französische Revolutionstruppen das linksrheinische Gebiet um Worms und Speyer besetzten, signalisierte er dem nach Speyer vorgerückten General der französischen Truppen, Adam-Philippe de Custine, dass er nach der Einnahme von Speyer auch in Worms die „Ketten der Knechtschaft“ brechen möge. Damit begünstigte er die Einnahme der Stadt am 4. Oktober 1792 durch Custine. Böhmer wurde als persönlicher Sekretär in dessen Dienste gestellt und stand auch beim Weitermarsch der französischen Truppen nach Mainz an seiner Seite. In Mainz erfüllte Böhmer für Custine Verwaltungs- und Dolmetscheraufgaben, versuchte die Mainzer Bevölkerung von der französischen Verfassung zu überzeugen, führte in der Mainzer Zeitung seine Aufsatzserie „Magazin der Theologie“ weiter, übernahm weiterhin am 22. Oktober 1792 die Redaktion dieser Zeitung und war schließlich tags darauf im Mainzer Schloss Mitbegründer des ersten Mainzer Jakobinerklubs.

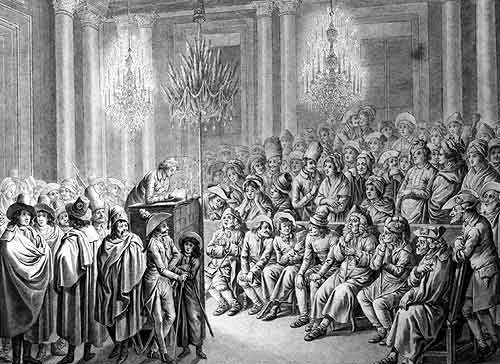
Versammlung des Mainzer Jakobinerclubs im ehemaligen kurfürstlichen Schloss. Friedrich Georg Pape trug seine Thesen zum Verhältnis der französischen Verfassung zur katholischen Kirche dort am 25. November 1792 vor

Dadurch gewann er großen Einfluss auf das Besatzungsgeschehen und konnte in der Bevölkerung für die Ideale der französischen Revolution (Freiheit, Gleichheit, Brüderlichkeit) und für die Errichtung einer deutschen Republik unter französischem Schutz werben. Publizistisch setzte er hierzu neben zahlreichen Schriften vor allem die von ihm herausgegebene Mainzer National Zeitung ein, die auf Grund seiner Nähe zu General Custine zu einem halbamtlichen „Regierungsorgan“ wurde. Auch die Gründung der Mainzer „Gesellschaft der Freunde der Freiheit und Gleichheit“ nach dem Vorbild des Pariser und Straßburger Jakobinerklubs war im Wesentlichen sein Werk. Das zwanzigköpfige Gründungsgremium bestand vorwiegend aus Angehörigen der bürgerlichen Intelligenz. Schon nach wenigen Wochen überschritt die Mitgliederzahl die 500er Grenze. Die Mainzer Jakobiner, zu denen Persönlichkeiten wie der Naturforscher Georg Forster, der Mathematikprofessor Mathias Metternich, der Arzt Georg von Wedekind, der Theologe Felix Anton Blau und der Philosophieprofessor Anton Joseph Dorsch gehörten, bildeten den geistigen Mittelpunkt der revolutionären Bewegung am Rhein. Es folgten weitere Jakobinerclubs, wie etwa in Worms und Speyer. Trotz zahlreicher Bemühungen, wie der feierlichen Pflanzung von Freiheitsbäumen, der Veröffentlichung von Vorträgen über die Deklaration der Menschenrechte und der Errungenschaften der Revolution sowie der Herausgabe von „revolutionären“ Schriften und Zeitungen, war der Rückhalt bei der Mehrheit der Bevölkerung, vor allem auf dem Lande, eher mäßig.

## Abgeordneter im Rheinisch-Deutschen Nationalkonvent
Enttäuscht über die Zurückhaltung der Bevölkerung drängte der Pariser Nationalkonvent in mehreren Dekreten von Dezember 1792 darauf, in den besetzten Gebieten die bisherige Feudalordnung zu beseitigen und im Zuge von Wahlen die revolutionäre Staatsverfassung Frankreichs einzuführen. So begannen schließlich am 24. Februar 1793 im linksrheinischen Gebiet die ersten Munizipalitäts- und Konventswahlen. Die Wahlbeteiligung war allerdings schwach. Viele Bürger hatten Angst vor Repressalien bei einer etwaigen Rückkehr der früheren Herrscher, die in das benachbarte Reichsgebiet geflohen waren, und weigerten sich, mit der Wahlabgabe zugleich auch den vorgeschriebenen Eid auf die Volkssouveränität, Freiheit und Gleichheit abzugeben. Hinzu kam, dass sich die französischen Besatzungstruppen durch das Eintreiben hoher Kontributionen zunehmend unbeliebt gemacht hatten. Nachdem aber die Munizipalitäts- und Konventswahlen nach etlichem Hin und Her beendet waren, konstituierte sich am 17. März 1793 in Mainz der Rheinisch-Deutsche Nationalkonvent mit seinen 130 gewählten Abgeordneten, zu denen auch Böhmer mit weiteren führenden Jakobinern gehörte. Die Abgeordneten erklärten als erstes „das linksrheinische Gebiet zwischen Bingen und Landau … zu einem freien, unzertrennlichen Staat, der gemeinschaftlichen, auf Freiheit und Gleichheit gegründeten Gesetzen gehorcht“ (die sogenannte „Mainzer Republik“), und beschlossen die Loslösung vom deutschen Kaiser und dem Reichsgebiet. Wenig später stellten sie an den Pariser Nationalkonvent den Antrag, die neue Republik in den französischen Staat einzugliedern. Diese Annexion erfolgte am 30. März 1793, womit die Mainzer Republik nach nur zwei Wochen ihr Ende fand.

## In preußischer Festungshaft 1793–1795

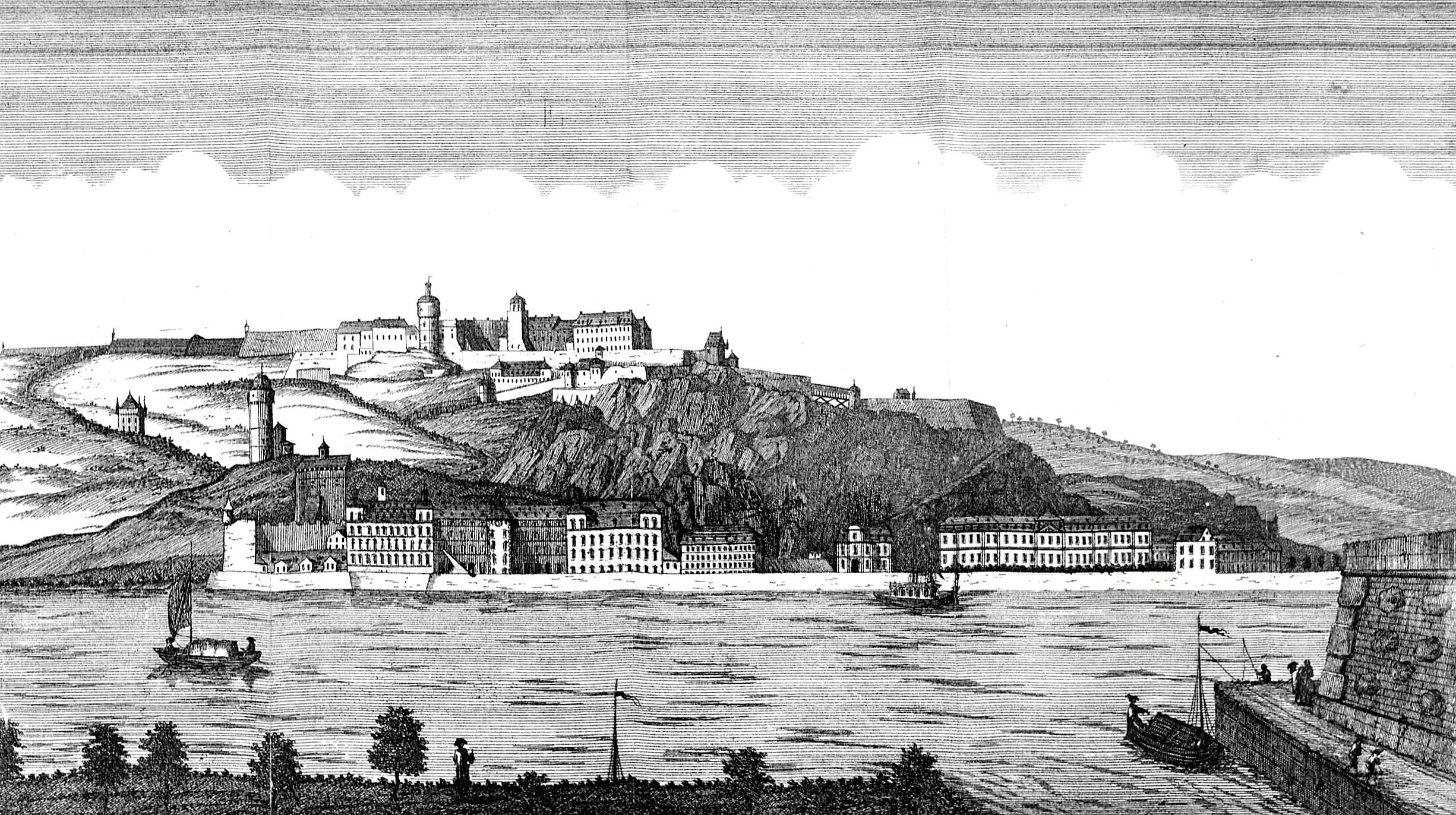
Kurtrierische Festung Ehrenbreitstein, 1789

Durch das Vorrücken der preußischen und österreichischen Armee im Rahmen der Belagerung von Mainz (1793) ging Ende Juli 1793 die „Franzosenzeit“ zunächst einmal zu Ende. Die Belagerer lehnten es ab, den in Mainz eingeschlossenen Klubisten freies Geleit nach Frankreich zuzusichern. Auch der Versuch, die Klubisten gegen in Frankreich festgesetzte Geiseln auszutauschen, scheiterte. Wer nun nicht unerkannt fliehen konnte, lief Gefahr, von seinen eigenen Landsleuten als „Vaterlandsverräter“ und Revolutionär übel misshandelt oder gar umgebracht zu werden. Auch Böhmer geriet in die Fänge aufgebrachter Mainzer Bürger. Das Eingreifen preußischer Truppen, die schließlich für Disziplin sorgten und die Lynchjustiz verboten, rettete ihm womöglich das Leben. Die Preußen brachten aber Böhmer, Metternich und weitere 39 Mainzer Clubisten und ihren Anhang über Bingen auf die Festung Ehrenbreitstein bei Koblenz. Bei ihrer Einlieferung am 29. Juli 1793 gaben beide noch eine politische Erklärung ab. Die erhoffte Freilassung durch Austausch kam aber nicht in Sicht. So schrieb Böhmer am 31. Dezember 1793 einen Bittbrief an den preußischen König Friedrich Wilhelm II. von Preußen und bat um seine Freilassung. In dem Brief distanzierte er sich von der seit Mitte 1793 unter Maximilien de Robespierre anhaltenden Schreckensherrschaft in Frankreich und schrieb, seine Überzeugung gestatte es ihm nicht mehr, in ein Land zu gehen, „wo Laster und Unglaube triumphieren und die heiligsten Menschenrechte mit Füßen getreten werden“. Sein Gesuch um Freilassung wurde aber abgelehnt. Als die Franzosen wieder näherrückten, wurde Böhmer mit weiteren Klubisten und ihrem Anhang Anfang 1794 in die Zitadelle Petersberg bei Erfurt verlegt.

## Politische Aktivitäten in Paris ab 1795
Im Februar 1795 entließ Preußen im Vorfeld des Baseler Friedens Böhmer im Austausch gegen Geiseln der Franzosen aus der Petersberger Haft. Böhmer und die meisten anderen Klubisten konnten mit ihrem Anhang nach Frankreich emigrieren. Inzwischen hatten sich dort nach der Verhaftung und Hinrichtung Robespierres im Juli 1794 und der anschließenden Übernahme der Regierung durch das Direktorium die politischen Verhältnisse wieder beruhigt. Die wirtschaftliche Lage der Emigranten aus Deutschland jedoch war schwierig. Daher schrieb Böhmer am 2. Juni 1795 einen weiteren Bittbrief, dieses Mal aber an das Pariser Comité de Secours Public, und bat nunmehr unter Hinweis auf seine republikanische Gesinnung und seine wichtige Rolle bei der Besetzung des linksrheinischen Gebiets durch französische Truppen im Jahre 1792 um finanzielle Unterstützung. Diese wurde ihm gewährt.
Böhmer und seine Frau lebten von da an in Paris. Er setzte sich für eine erneute Besetzung und Annektierung der linksrheinischen Gebiete durch Frankreich ein. In diesem Sinne hielt er am 12. Oktober 1795 in Paris vor dem Konvent eine flammende Ansprache und veröffentlichte ein Jahr später unter dem Titel La rive gauche du Rhin, limite de la République française eine Sammlung französischer Texte zur Annexion des linksrheinischen Gebiets an Frankreich. Zusammen mit weiteren Mainzer Emigranten wie Anton Joseph Dorsch und Felix Anton Blau gab er außerdem die deutschsprachige Zeitung Pariser Zuschauer heraus, die als offizielles deutschsprachiges Organ des Direktoriums anzusehen ist und für die Bewohner der an Frankreich grenzenden deutschsprachigen Gebiete gedacht war. Sein Wunsch nach einer Annexion der deutschen linksrheinischen Gebiete wurde bald Wirklichkeit: Militärisch hatte sich das Kräfteverhältnis durch das Ausscheiden Preußens und Spaniens aus der antinapoleonischen Koalition zu Gunsten Frankreichs gewendet. 1797 war in manchen linksrheinischen Gebieten des Heiligen Römischen Reiches Deutscher Nation die Cisrhenanische Republik ausgerufen worden. Kurz darauf endeten diese Anfänge einer „Schwesterrepublik“, indem weite linksrheinische deutsche Gebiete durch den Frieden von Campo Formio völkerrechtlich Frankreich zugeschlagen wurden, darunter mit dem Département du Mont-Tonnerre auch Mainz und Umgebung. In dieser wechselvollen Zeit diente Böhmer mehrere Jahre in verschiedenen Ämtern unter dem Pariser Direktorium, dem Ersten Konsul und schließlich dem Kaiser Napoleon Bonaparte.

## Rückkehr nach Deutschland 1807
1807 führte ihn die Errichtung des Königreichs Westphalen unter Jérôme Bonaparte, dem Bruder Napoleons, wieder in die Heimat zurück. Er wurde im neu gestalteten Justizwesen Friedensrichter in Schlanstedt bei Oschersleben im damaligen Departement der Oker. Um 1811 war er im Justizwesen des Königreichs aufgestiegen zum Richter am Strafgericht in Hannover und am Appellationshof zu Celle. Ebenfalls um 1811 war er Generalkommissar der Hohen Polizei zu Heiligenstadt im Departement des Harzes. Als solcher hatte er auch geheimdienstliche Funktionen im Interesse Frankreichs.
Außerdem wird Böhmer um 1811 als „Auditor im ordentlichen Dienst bei dem Justizminister und der Sektion der Justiz und des Inneren“ aufgeführt und wirkte an der Einführung der „Neuen Westfälischen Kriminalverfassung“ mit, die unter anderem die Folter endgültig abschaffte, und verfasste hierzu ein fast 900 Seiten umfassendes Handbuch der Litteratur des Criminalrechts.
Nach der Auflösung des Königreiches Westphalen im Jahre 1813 wurde Böhmer von der Universität Göttingen zunächst mit der Aufstellung eines juristischen Katalogs für die dortige Bibliothek betraut und anschließend im Jahr 1816 als Privatdozent übernommen. In dieser Zeit entstanden neben dem Handbuch zum Strafrecht als weitere große Schrift Über die authentischen Ausgaben der Carolina sowie mehrere kleinere Schriften, in denen er trotz der inzwischen zur Restauration gewandelten politischen Lage weiterhin reformerische Gedanken vertrat. Dazu gehörte, dass er die Todesstrafe zwar rechtfertigte, aber dafür warb, sie mit Hilfe der Guillotine zu vollstrecken, weil sie nicht unnötig grausam sei. Offenbar wurde Böhmer eine Zeit lang die Position eines Privatdozenten entzogen, denn 1833 beantragte er, wieder als Privatdozent in das Personalverzeichnis aufgenommen zu werden. Unter Bezug auf seine Tätigkeit in der Universitäts-Bibliothek wurde dem Antrag stattgegeben. Damit dürften allenfalls Kolleggelder verbunden gewesen sein, aber kein Gehalt: Stattdessen wurden den Privatdozenten damals nur Nutzungsrechte an den Einrichtungen der Universität eingeräumt. Um Kosten zu sparen, mutete die Universität Göttingen damals sogar ihren Professoren zu, Vorlesungen jedenfalls für kleinere Zuhörer-Kreise in der Privatwohnung abzuhalten. Den Privatdozenten wurden Mittel zur Anschaffung von Literatur und Geräten nur selten gewährt.

## Familie
Georg Wilhelm Böhmer heiratete 1790 in erster Ehe Juliane von Mußig aus Zerbst. Das erste Kind aus dieser Ehe, deren genaue Daten unbekannt sind, verstarb kurz nach der Geburt, das andere, August Ludwig Sigismund (* 1792), im März 1795 in Friedberg während der Emigration der Eltern nach Frankreich. Vor 1816 heiratete er Valentine Veronica Benzrath (1783–1829) aus Trier. Mit ihr hatte er den Sohn und späteren Landwirt und Vermieter Georg Friedrich August (1819–1868) sowie die Tochter Dorothea Amalia Louise (1816–1889). Diese heiratete später ihren Cousin Paul Emil Meyer (1805–1886), den Sohn des Präsidenten des Hamburger Domkapitels Friedrich Johann Lorenz Meyer und der Sophie Friederike Amalie Böhmer (1766–1840), einer Schwester Georg Wilhelms. 1831 schloss Georg Wilhelms seine dritte Ehe mit Charlotte Bacmeister (1780–1845), Tochter des Amtmannes aus Altkloster Johann Christian Bacmeister (1741–1803) aus der Hannoverschen Linie der renommierten Bacmeister-Familie. Diese Ehe blieb kinderlos.

## Werke (Auswahl)
- Georg Wilhelm Böhmer (Hrsg.): Magazin für das Kirchenrecht, die Kirchen- und Gelehrten-Geschichte nebst Beyträgen zur Menschenkenntniß überhaupt. Band 1, St. 1–2. Vandenhoeck & Ruprecht, Göttingen 1787, online verfügbarer Nachdruck der Thüringer Universitäts- und Landesbibliothek Jena.
- Georges-Guillaume Boehmer: La rive gauche du Rhin, limite de la République française. 3 Bände. Paris 1795/1796
- Georg Wilhelm Böhmer: Handbuch der Litteratur des Criminalrechts, in seinen allgemeinen Beziehungen mit besonderer Rücksicht auf Criminalpolitik nebst wissenschaftlichen Bemerkungen. Göttingen 1816. Nachdruck Rodopi, Amsterdam 1970, ISBN 90-6203-126-9.
- Georg Wilhelm Böhmer: Über die authentischen Ausgaben der Carolina, Göttingen, 1818
- Georg Wilhelm Böhmer: Georg Jacob Friedrich Meister in seinem Leben und Wirken. Göttingen 1834; archive.org.